# 카케후군의 점프 천국: 스피드 지옥
《카케후군의 점프 천국: 스피드 지옥》(カケフくんのジャンプ天国 スピード地獄, Kid Kool)은 1988년 일본 빅 토카이가 출시한 플랫폼 게임이다. 비아시아권 나라에서는 키드 쿨(Kid Kool)이란 제목으로 출시했으며 정식 명칭은 키드 쿨과 일곱 가지의 신비로운 약초를 찾기위한 모험(Kid Kool and the Quest for the Seven Wonder Herbs)이다.

## 개요
진행은 주인공 카케후군을 조종하여 작은 생물체인 "윅키(Wicky)"를 점프해서 밟거나 던져 제거하면서 진행한다.
카케후군은 왕이 질병을 앓게되자 왕을 치료할 일곱 가지의 약초를 찾기위해 모험을 떠나게 된다. 게임은 시간 마다 "낮"과 "밤"이 바뀌며 배경색상이 점점 변하게 된다. 이 게임에는 여러 끝이야기가 존재하는데 게임을 통과하는데 걸린 시간에 따라 그 시간에 알맞은 끝이야기가 나온다. 만일 플레이 시간을 3시간 이상 넘긴 채 통과하게 되면 왕이 죽었다는 끝이야기가 나오게 된다.
여담으로 빅 토카이 자사 게임인 디셉 어택과 세가의 사이코 폭스와 그래픽, 진행구성이 비슷하다.

## 기타 사항
이 게임은 앵그리 비디오 게임 너드에서 리뷰로 다뤄졌다.